# Tortura psicológica

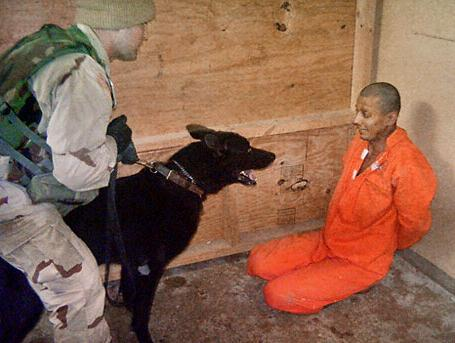
Tortura a un prisionero en la prisión de Abu Ghraib, Irak.

La tortura psicológica o tortura mental es un tipo de tortura que se basa principalmente en los efectos psicológicos y sólo secundariamente en cualquier daño físico infligido. Aunque no toda la tortura psicológica implica el uso de violencia física, existe una continuidad entre la tortura psicológica y la tortura física. Las dos se utilizan a menudo conjuntamente y se superponen en la práctica, donde el miedo y el dolor inducidos por la tortura física suelen producir efectos psicológicos a largo plazo, y muchas formas de tortura psicológica involucran alguna forma de dolor o coerción.
Los efectos de la tortura psicológica son objeto de estudio en psiquiatría debido a sus graves consecuencias sobre la salud mental de las personas.

## Definiciones
La tortura psicológica o mental es a veces llamada “tortura blanca” o “tortura limpia” porque no deja rastro físico.

La Convención contra la tortura y otros tratos o penas crueles, inhumanas o degradantes proporcionó por primera vez en la historia una definición de tortura psicológica:
Tortura: cualquier acto mediante el cual se produzca dolor o sufrimiento agudo, físico o mental, infligidos intencionadamente a una persona con el fin, en particular, de obtener información o confesiones de ella o de un tercero, de castigarla por un acto que ella o un tercero ha cometido o se sospecha que ha cometido, o de intimidar o presionar a una persona ella o un tercero, o por cualquier motivo basado en discriminación de cualquier tipo, cuando ese dolor o sufrimiento sea infligido por un funcionario público o cualquier otra persona que actúe a título oficial, o por instigación suya o con su consentimiento expreso o tácito.
Una definición contemporánea de tortura psicológica define los procesos que «consisten en atacar o manipular los insumos y procesos de la mente consciente que permiten a la persona permanecer orientada en el mundo circundante, mantener el control y tener las condiciones adecuadas para juzgar, comprender y tomar libremente decisiones que son los elementos constitutivos esenciales de un yo ileso». La Escala de Entorno Torturante es la primera escala que mide entornos de tortura basándose en este modelo.

## Métodos de tortura psicológica

### Sobre prisioneros
Muchas formas de métodos de tortura psicológica tienen como objetivo destruir la autoimagen normal del sujeto prisionero eliminando cualquier forma de control sobre su entorno, aislándolo, monopolizando su percepción, dándole una impresión de omnipotencia, creando un estado. de impotencia aprendida, regresión psicológica y despersonalización:
- obligar a los presos a presenciar actos sexuales cometidos con un conocido;
- obligar a presenciar la tortura de sus seres queridos;

- burla constante;
- violencia verbal;
- intimidación;
- insultos al honor de un familiar;
- escupir en el plato de alguien;
- humillaciones menores (siempre ligadas a valores culturales);
- acoso menor;
- exasperación repetida y deliberadamente provocada;
- luz artificial forzada 24/24;
- falta de privacidad explotada voluntariamente;
- amenazas verbales de mayor tormento, sean realistas o no;
- molestias repetidas que son menores en sí mismas, pero desproporcionadamente amplificadas;
- ejecución simulada;
- privación del sueño ;
- desnudez forzada;
- hooding;
- otras formas de privación sensorial.

Ampliamente utilizados, por ejemplo en las prisiones comunistas estalinistas y nazis, así como en otros regímenes totalitarios, pero poco descritos, estos métodos fueron estudiados en 1956 por el psiquiatra estadounidense Albert Biderman que examinó a varios soldados estadounidenses torturados por norcoreanos y chinos. servicios de inteligencia durante la guerra de Corea. Definió tres acciones básicas para quebrar a las víctimas: adicción-debilitamiento-relajación. Su trabajo se desarrolló en profundidad para la CIA. Sus análisis, a menudo conocidos como la Carta Biderman (Carta Biderman de tortura psicológica), se publicaron en una edición de 1957 del Boletín de la Academia de Medicina de Nueva York (Academia de Medicina de Nueva York).
La privación del sueño se utiliza con mucha frecuencia en todo el mundo. Fue utilizado, entre otros, por la Inquisición, la Stasi en la RDA, en la URSS desde la década de 1930 (período de las Grandes Purgas) y en Cuba bajo Fidel Castro, así como en el Centro de detención de Guantánamo.

### Sobre personas en libertad
Si la persona está en libertad, la Oficina del Alto Comisionado de las Naciones Unidas para los Derechos Humanos enumera 15 técnicas de acoso en grupo, de un individuo objetivo a lo cual se puede aplicar varias formas de restricción mental/disimulación: primero una negación plausible, ignorancia deliberada si es necesario, culminando en la neutralización de la culpa o la culpabilización de la víctima:
- 1 Vigilancia selectiva (Efecto Hawthorne/Panóptico)
- 2 Establecimiento de perfiles de debilidades e inseguridades/técnicas de presión usando personas infiltradas (Opposition research y Agente encubierto)
- 3 Condicionamiento y influencia a ciertos estímulos para producir una sobrecarga sensorial
- 4 Cultura del miedo, Intimidación, generar confusión,
- 5 Acoso
- 6 sketches dirigidos que destacan elementos de la situación personal de la víctima (Violación del derecho a la intimidad).
- 7 Uso de altavoz direccional (voz a cráneo/Voice to skull)
- 8 Uso de efectos visuales deslumbrantes
- 9 Uso del ruido/sonido como disruptor
- 10 privación de sueño
- 11 Provocación policial a falta y Atrapamiento/Atrapamiento con miel (Agente provocador y Kompromat)
- 12 Gaslighting
- 13 Violación del domicilio/de la propiedad con el fin de modificar el entorno de la víctima.
- 14 Propaganda, desinformación, difamación y descrédito. (Investigación ruidosa)
- 15 Asesinato de la reputación (Campaña negativa)